# Karl Elze
Karl Elze (ur. 22 maja 1821 w Dessau, zm. 21 stycznia 1889 w Halle) – niemiecki historyk literatury angielskiej, badacz twórczości Williama Szekspira.

## Życiorys
W latach 1839–1843 studiował na Uniwersytecie w Lipsku. W ciągu 25 lat pracy jako gimnazjalny nauczyciel w rodzinnym mieście Dessau, zyskał sławę z tłumaczenia poezji angielskiej. Jako profesor na uniwersytecie w Halle, popierał tworzenie angielskich wydziałów na niemieckich uniwersytetach. Elze rozpoczął karierę literacką od antologii angielskich tekstów Englischer Liederschatz (1851). Przez pewien czas redagował czasopismo Atlantis, a w 1857 roku opublikował Hamleta z krytycznymi uwagami. Po opublikowaniu biografii Waltera Scotta (1864) i Lorda Byrona (1870), napisał biografię Williama Szekspira (1876), która została przetłumaczona na język angielski w 1888 roku. Był założycielem Niemieckiego Towarzystwa Szekspirowskiego, a w latach 1868-1879 redaktorem Shakespeare Jahrbuch, w którym często się udzielał.